# 아폴로 달 착륙선

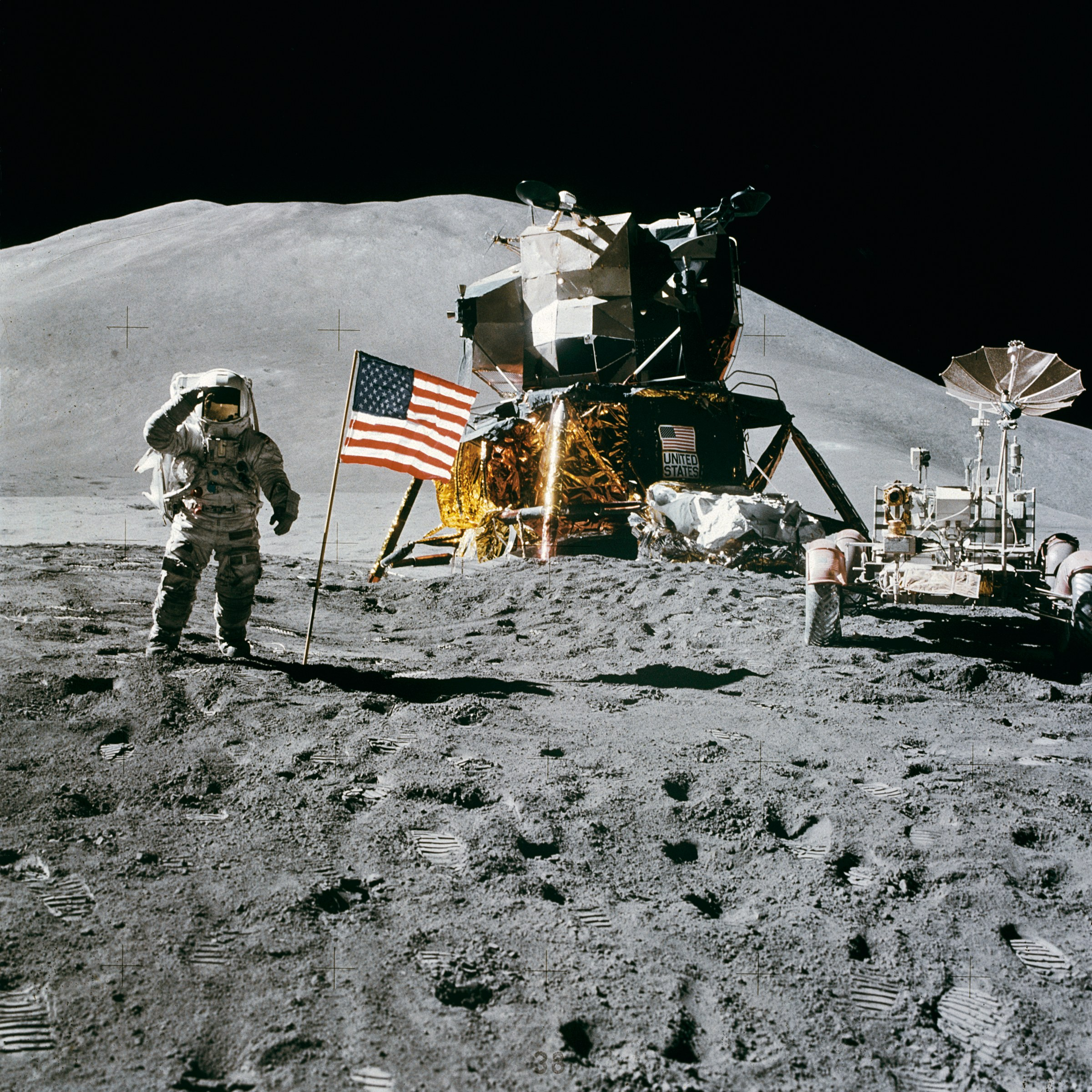
아폴로 15호 임무에서의 우주인, 달착륙선, 월면차

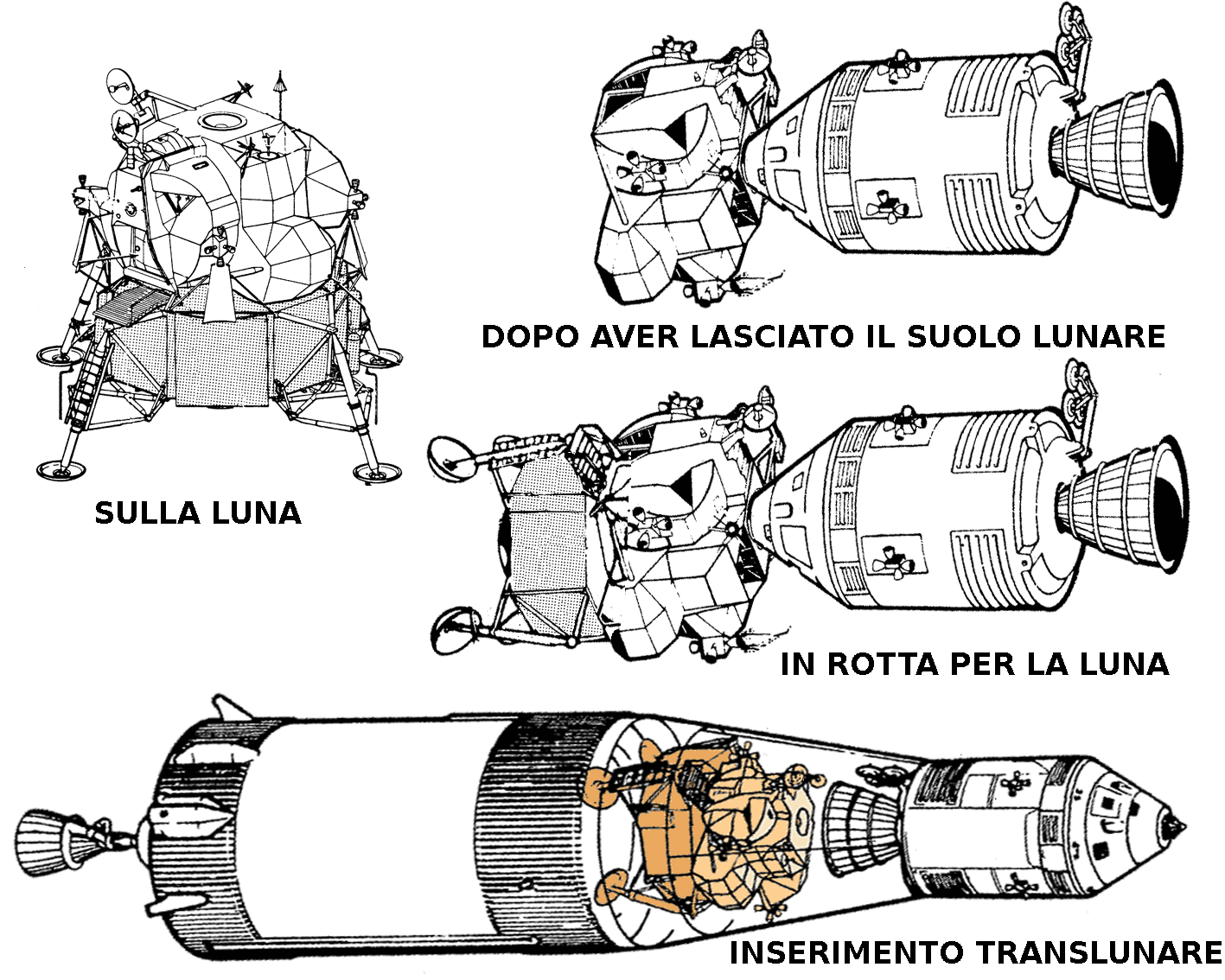
달착륙선과 달궤도선

아폴로 달 착륙선(-着陸船)은 아폴로 계획에서 달에 착륙한 유인 우주선이다.

## 개발
그러먼(Grumman) 항공회사에서 제작하였다. 존 휴볼트라는 40세의 무명 과학자의 연필 스케치에서 시작되어 10년 사이에 10억 달러의 예산을 들여 완성하였다.

## 구조 및 특징
달 착륙선은 높이가 약 10m, 지름이 5.5m이고 승무원과 연료를 합하여 14.6t이나 되는 무게(연료가 2／3)로, 4개의 다리를 가지고 있어서 흡사 거미와 같다. 상부는 우주인 2사람이 기거할 선실, 상승용 로켓과 추진 원료 및 착륙선 전체를 제어하는 계기판으로 구성되어 있다.

### 선실
선실은 지름 2.3m로 안에는 팔걸이가 있고 의자는 없다. 달표면에 착륙하여 휴식 시 해먹을 설치하여 수면을 취한다. 내부에는 순수한 산소로 차 있고 온도는 약 24 °C이며 1／3기압이 유지된다. 선실의 천장에는 모선으로 통하는 도킹 터널(지름 82cm, 길이 46cm)이 있고, 그 옆에는 공기를 빼는 구멍이 있다. 창은 출입용 해치 옆에 2개의 삼각창과 도킹용 창문 하나가 있고, 연료 탱크 2개와 산소 탱크 2개가 각각 엇갈려 있다. 특히 상승부 계기판에는 566개의 스위치와 71개의 지시등이 있어서 비행사들은 작동 순서를 정확히 지켜야 한다.

### 외부
외부에는 랑데부와 도킹용 안테나, 지구와의 교신용 안테나, 초급 단파안테나 등 3개의 안테나와 구석의 자세 제어용 사이드 제트가 16개나 있어서 착륙시 방향과 위치를 헬리콥터처럼 약 30m가량 마음대로 정할 수 있다. 장시간의 달 체류기간 중 착륙선은 두 우주 비행사의 달 표면 생활 근거지로서 식당, 휴식처, 관측 기지로 사용된다. 두 비행사가 기거할 선실은 7.5cm의 두꺼운 절연층 벽으로 둘러싸여 우주 공간이나 달의 심한 기온차에도 영향 없이 편하게 지낼 수 있도록 꾸며져 있다.
하강부는 구조가 비교적 간단하여 4개의 하강용 로켓 연료 탱크와 로켓 착륙용 다리 4개가 있고, 그 중 1개는 9단계의 사다리가 붙어 있다. 달에 첫발을 내딛는 우주인은 이것을 이용한다. 8각형의 하부 선체와 4개의 다리는 달 탐색을 마친 두 우주인이 모선으로 귀환한 뒤 상부의 발사대로 쓰이는 그대로 달 표면에 버려진다. 추진력을 500kg에서 5t까지 자유자재로 이용할 수 있다. 4개의 다리에 각각 지름 94cm의 널찍한 발판이 있어 충격 없이 달에 내려앉을 수 있다.
달 착륙선은 추진력 1.6t의 상승 엔진을 분사하여 달 표면을 떠나 달을 회전하고 있는 모선과 결합하게 된다. 결합된 후 착륙선에 탔던 2명의 우주 비행사가 모선으로 옮겨 타고 나면 달 착륙선의 상승 부분은 궤도에 버려지게 된다.